# ゲッツ/ジルベルト
『ゲッツ/ジルベルト』（英語: Getz/Gilberto）は、アメリカのジャズ・サックス奏者スタン・ゲッツと、ブラジルのボサ・ノヴァ歌手ジョアン・ジルベルトが連名で1963年に録音し、1964年に発表したアルバム。アントニオ・カルロス・ジョビンがピアノで参加し、アストラッド・ジルベルトが2曲でボーカルをつとめた。

## 解説
スタン・ゲッツは、チャーリー・バードとの連名で発表したアルバム『ジャズ・サンバ』（1962年）でボサ・ノヴァを取り入れ、大ヒットとなる。1963年には、ボサ・ノヴァ界の大物であるジョアン・ジルベルト（当時アメリカ在住だった）とアントニオ・カルロス・ジョビンを招き、本作を制作。クリード・テイラーがプロデュースを担当し、フィル・ラモーンとヴァル・ヴァレンティンがレコーディング・エンジニアを務めた。異なるジャンルの音楽家による共同作業のため、レコーディング中には緊張感があったと伝えられ、スタンがボサ・ノヴァを正しく理解していないことに対してジョアンが怒り、ポルトガル語と英語の両方を話せるアントニオに、スタンに対して「バカ」と言うように頼んだが、アントニオはスタンに、わざと違う意味で伝えたというエピソードもある。
当時ジョアンの妻だったアストラッド・ジルベルトが、「イパネマの娘」「コルコヴァード」の2曲でボーカルを担当。これが、アストラッドの歌手デビューであった。ジョアンは全編ポルトガル語で歌ったが、アストラッドのパートは英訳詞で歌われている。なお、「イパネマの娘」のシングル・ヴァージョンは、クリード・テイラーの判断により、ジョアンのボーカル・パートがカットされ、アストラッドが単独で歌った形に編集された。
ジャケットの絵はプエルトリコ出身の画家オルガ・アルビズが描いた。
スタンとジョアンは、1964年10月9日にカーネギー・ホール公演を行い、その模様は後にライヴ・アルバム『ゲッツ/ジルベルト#2』として発表されるが、これは厳密には、両者がそれぞれ別のバンドを従えての演奏で、2人が実際に共演した場面は少ない。スタンが1975年に録音したアルバム『ゲッツ・ジルベルト・アゲイン（英語: The Best of Two Worlds）』は、本作と同様、ジョアンが全面参加したコラボレーション・アルバムとなった。

## 評価
本作は、ビルボード誌のアルバム・チャートで2位に達する大ヒット作となり、「イパネマの娘」もシングルとして全米5位に達した。そして、グラミー賞ではアルバムが2部門（最優秀アルバム賞、最優秀エンジニア賞）を受賞、「デサフィナード」が最優秀インストゥルメンタル・ジャズ・パフォーマンス賞を受賞、「イパネマの娘」が最優秀レコード賞を受賞した。本作の音楽は本来のボサ・ノヴァとは別物であると主張する声も多かったが、結果的にはアメリカにおけるボサ・ノヴァ・ブームを決定づけた作品となった。
《ローリング・ストーン》誌が選んだ「歴史上最も偉大な500枚のアルバム」（2012年改定版）において447位にランクインしている。

## 収録曲
Side 1
1. イパネマの娘（英語: The Girl from Ipanema） (アントニオ・カルロス・ジョビン, ヴィニシウス・ヂ・モライス, ノーマン・ギンベル（英語版）) - 5:13
2. ドラリセ（ポルトガル語: Doralice） (ドリヴァル・カイミ, アントーニオ・アウメイダ（ポルトガル語版））) - 2:43
3. プラ・マシュカー・メウ・コラソン（ポルトガル語: Para Machucar Meu Coração） (アリ・バホーゾ（英語版）) - 5:03
4. デサフィナード（ポルトガル語: Desafinado） (ジョビン, ニュウトン・メンドンサ) - 4:00

Side 2
1. コルコヴァード（英語版）（ポルトガル語: Corcovado） (ジョビン, ジーン・リーズ（英語版）) - 4:13
2. ソ・ダンソ・サンバ（ポルトガル語: Só Danço Samba） (ジョビン, ヂ・モライス) - 3:31
3. オ・グランジ・アモール（ポルトガル語: O Grande Amor） (ジョビン, ヂ・モライス) - 5:24
4. ヴィヴォ・ソニャンド（ポルトガル語: Vivo Sonhando） (ジョビン) - 2:52

## パーソネル

### ミュージシャン
- スタン・ゲッツ - テナー・サックス
- ジョアン・ジルベルト - ギター、ボーカル
- アントニオ・カルロス・ジョビン - ピアノ
- セバスチャン・ネト（ポルトガル語版） - ベース - オリジナル盤を含む一部のリリースでは、誤ってトミー・ウィリアムス（英語版）がクレジットされている[7]。
- ミルトン・バナナ（英語版） - ドラムス、パンデイロ
- アストラッド・ジルベルト - ボーカル (A1, B1)

### プロダクション
- クリード・テイラー - プロデューサー
- フィル・ラモーン - レコーディング・エンジニア
- ヴァル・ヴァレンティン（英語版） - レコーディング・エンジニア
- オルガ・アルビズ（英語版） - カバーの絵